# Juan Camacho (wielrenner)
Juan Camacho del Fresno (Moral de Calatrava, 24 juli 1995) is een Spaans wielrenner die anno 2018 rijdt voor Polartec Kometa.

## Carrière
In 2013 werd Camacho nationaal kampioen tijdrijden bij de junioren, voor Xavier Pastallé en Álvaro Cuadros. Een jaar later was enkel Óscar González sneller bij de beloften.
In maart 2018 werd Camacho, namens Polartec Kometa, vijfde in laatste etappe van de Ronde van Rodos. Later die maand sprintte hij in de tweede etappe van de Ronde van Normandië naar de vierde plaats.

## Overwinningen
2013
 Spaans kampioen tijdrijden, Junioren

## Ploegen
- 2018 –  Polartec Kometa

Ballesteros · Camacho · Cantón · Gamper · Gazzoli · Habtom · Inkelaar · Moschetti · Peña · Ries · Sevilla